# Ifeanyi Onyedika
Ifeanyi Onyedika – nigeryjski piłkarz grający na pozycji napastnika. W swojej karierze grał w reprezentacji Nigerii.

## Kariera klubowa
W swojej karierze piłkarskiej Onyedika grał w klubie Enugu Rangers.

## Kariera reprezentacyjna
W 1982 roku Onyedika został powołany do reprezentacji Nigerii na Puchar Narodów Afryki 1980. W tym pucharze wystąpił w czterech meczach: grupowych z Tanzanią (3:1), w którym strzelił gola, z Wybrzeżem Kości Słoniowej (0:0) i z Egiptem (1:0) i półfinałowym z Marokiem (1:0). Z Nigerią wywalczył mistrzostwo Afryki.